# Streptolirion
Streptolirion Edgew. – rodzaj roślin z rodziny komelinowatych. Obejmuje dwa gatunki: S. lineare, występujący endemicznie w zachodniej części wyspy Honsiu w Japonii, i S. volubile, występujący w Azji, na obszarze od Himalajów do Kraju Nadmorskiego i Półwyspu Indochińskiego.
Nazwa naukowa rodzaju pochodzi od greckich słów στρεπτός (streptos – skręcony) i λείριων (leirion – lilia).

## Morfologia
PokrójJednoroczne lub wieloletnie, pnące lub wzniesione rośliny zielne.
LiścieUlistnienie naprzemianległe. Blaszki liściowe z wyraźnie (S. volubile) lub bardzo słabo (S. lineare) widocznymi włoskami na brzegach, sercowato-jajowate.
KwiatyWyrastają w dwurzędkach zebranych licznie w wiechę (tyrs), wyłaniającą się z ujścia pochwy liściowej (niekiedy przebijając ją), w każdym węźle, naprzeciwlegle liścia. Każda dwurzędka wsparta jest podsadką, a kwiat przysadką, przypominającymi liście, zmniejszającymi się w kierunku wierzchołka kwiatostanu, u S. volubile orzęsionymi na brzegach. Kwiaty w najniżej położonych dwurzędkach są obupłciowe, te u wyżej położonych męskie niekiedy zmieszane z obupłciowymi. Okwiat promienisty. Listki zewnętrznego okółka wolne, łódkowate, kapturkowate wierzchołkowo; te wewnętrznego okółka wolne, równowąsko-łopatkowate, białe. Sześć pręcików równej wielkości, o nitkach gęsto pokrytych mięsistymi włoskami. Pylniki elipsoidalne, pękające wzdłużnie. Zalążnia trójkomorowa, z dwoma zalążkami w każdej komorze.
OwoceElipsoidalne, dziobowate torebki.

## Genetyka
Liczba chromosomów 2n wynosi 10, 12, 48.

## Systematyka
Pozycja systematycznaRodzaj z podplemienia Streptoliriinae w plemieniu Tradescantieae podrodziny Commelinoideae w rodzinie komelinowatych (Commelinaceae).
Wykaz gatunków
- Streptolirion lineare Fukuoka & N.Kurosaki
- Streptolirion volubile Edgew.

## Znaczenie użytkowe
Rośliny leczniczeW Chinach Streptolirion volubile stosowane jest często w leczeniu przeziębienia i gorączki, bólu gardła, gruźlicy, nadmiernego pragnienia, obrzęków, strangurii, upławów, czyraków, urazów i artralgii.
Rośliny spożywczeKwiatostany Streptolirion volubile są spożywane są w Chinach przez ludy Dai, Hani i Mien. Lud Hani wykorzystuje całe rośliny jako warzywo do gotowania zup. Rośliny z tego gatunku spożywane są również w Indiach. W Tybecie rośliny z tego gatunku wykorzystywane są także na paszę.